# John Armstrong Jr.
John Armstrong Jr. (Carlisle, 25 de noviembre de 1758-Red Hook, 1 de abril de 1843) fue un militar y político estadounidense, que fue delegado al Congreso Continental, senador por el estado de Nueva York y secretario de Guerra de los Estados Unidos.

## Biografía

### Primeros años y guerra de independencia
Nació en Carlisle (Pensilvania), donde fue educado. Posteriormente estudió en el College of New Jersey (actual Universidad de Princeton), dejando de estudiar en 1775 para regresar a Pensilvania y unirse a la lucha en la guerra de independencia de los Estados Unidos.
Se unió inicialmente a un regimiento de la milicia de Pensilvania y al año siguiente fue nombrado ayudante de campo del general Hugh Mercer del Ejército Continental. Allí, llevó al general Mercer herido y moribundo del campo en la batalla de Princeton. Después de que el general murió el 12 de enero de 1777, se convirtió en ayudante del general Horatio Gates. Permaneció con Gates en la batalla de Saratoga y luego renunció debido a problemas con su salud. En 1782 Gates le pidió que regresara; uniéndose al personal del general como ayudante con el rango de mayor, que mantuvo durante el resto de la guerra.

### Carrera política
Tras la guerra, fue nombrado el general adjunto de la milicia de Pensilvania y también se desempeñó como secretario de la Mancomunidad de Pensilvania bajo los presidentes John Dickinson y Benjamin Franklin. En 1784, lideró una fuerza militar de cuatrocientos milicianos en una controversia con los colonos de Connecticut en el valle de Wyoming en Pensilvania. Timothy Pickering fue enviado para lograr un acuerdo, y los colonos pudieron mantener el título de las tierras. En 1787 y 1788, fue enviado como delegado de Pensilvania al Congreso de la Confederación. El Congreso le ofreció nombrarlo juez en el Territorio del Noroeste, rechazando el cargo.
En noviembre de 1800 fue elegido al Senado de los Estados Unidos por el estado de Nueva York. Ocupó su asiento el 6 de noviembre y fue reelegido el 27 de enero de 1801 por un período completo (hasta 1807), pero renunció el 5 de febrero de 1802. DeWitt Clinton fue elegido para ocupar la banca vacante, pero renunció en 1803, y Armstrong fue renombrado temporalmente.
En febrero de 1804, fue elegido nuevamente al Senado para cubrir la vacante causada por la renuncia de Theodorus Bailey, pero solo ocupó el cargo por cuatro meses antes de que el presidente Thomas Jefferson lo designara ministro plenipotenciario en Francia. Ocupó el cargo hasta 1810, y también representó a los Estados Unidos en la corte de España en 1806.
Cuando estalló la guerra anglo-estadounidense de 1812, fue llamado al servicio militar. Fue comisionado como general de brigada y puesto a cargo de las defensas del puerto de Nueva York. Luego, en 1813, el presidente James Madison lo nombró secretario de guerra. Realizó una serie de cambios valiosos en las fuerzas armadas, pero estaba tan convencido de que los británicos no atacarían a Washington D. C. que no hizo nada para defender la ciudad, incluso cuando quedó claro que era el objetivo de la fuerza de invasión. Después de la destrucción de ciudad, Madison lo obligó a renunciar en septiembre de 1814.

### Últimos años y fallecimiento
Tras retirarse de la vida pública, volvió a su granja. Publicó varias historias, biografías y algunos trabajos sobre agricultura. Murió en La Bergerie (más tarde renombrado como Rokeby), la finca agrícola que construyó en Red Hook (Nueva York) en 1843 y fue sepultado en el cementerio de Rhinebeck. Tras la muerte de Paine Wingate en 1838, se convirtió en el último delegado superviviente en el Congreso Continental, y el único en ser fotografiado.